# Estafa de bitcoin de Twitter de 2020
La estafa de bitcoin de Twitter de 2020 fue un  hackeo de cuentas de Twitter que comenzó el 15 de julio de 2020, a alrededor de las 20:00 (UTC). Varias cuentas de Twitter con millones de seguidores fueron aparentemente comprometidas con el fin de promover una estafa de bitcoin. La estafa pedía que individuos mandaran bitcoin a un wallet específico, con la promesa de que el dinero enviado sería regresado en doble.
Hasta la fecha 15 de julio de 2020, más de 12 BTC han sido enviados a una de las direcciones de bitcoin involucradas, equivaliendo a 600 000 $ dólares estadounidenses. Minutos después de que uno de los tuits fuera publicado, ya habían sido efectuadas 320 transacciones en uno de los wallets de bitcoin.

## Contexto
El primer tuit fraudulento fue publicado desde la cuenta de Elon Musk a las 20:17 UTC el 15 de julio de 2020. Otras cuentas aparentemente comprometidas incluían las de Barack Obama, Joe Biden, Bill Gates, Jeff Bezos, MrBeast, Michael Bloomberg, Warren Buffett, Floyd Mayweather, Kim Kardashian y Kanye West, así como las cuentas de empresas como Apple, Uber, y Cash App. El ataque también se vio dirigido a varias cuentas relacionadas con las criptomonedas, como Coinbase, Coindesk y Binance. La mayoría de las cuentas accedidas tenían un millón de seguidores como mínimo.

## Reacción
Los usuarios afectados mantuvieron la función del retuit, lo cual llevó a NBC News a crear una cuenta no verificada de manera temporal para que su cuenta principal retuiteara los tuits de la secundaria. La campaña de Joe Biden declaró a CNN que se encontraban en contacto con Twitter respecto al asunto, y que la cuenta de Joe Biden había sido «bloqueada».
Durante el suceso, el precio de acción de Twitter bajó un 4% después del cierre del mercado. Aquella misma noche, el CEO de Twitter, Jack Dorsey, dijo en un tuit que «Ha sido un día duro para Twitter. Todos nos sentimos muy mal por lo que ha pasado. Lo estamos diagnosticando y compartiremos todo lo que podamos una vez que tengamos un mejor entendimiento de que fue lo que pasó».
Twitter decidió retrasar el lanzamiento de su nueva API después de los problemas de seguridad.

## Investigación
La cuenta oficial de soporte de Twitter publicóː «Detectamos lo que creemos que es un ataque coordinado de ingeniería social por personas que se dirigieron con éxito a algunos de nuestros empleados con acceso a sistemas y herramientas internos.»
Después de eso continuó el tuit con otra publicaciónː «Sabemos que utilizaron este acceso para tomar el control de muchas cuentas altamente visibles (incluidas las verificadas) y tuitear en su nombre. Estamos investigando qué otra actividad maliciosa pueden haber realizado o información a la que hayan accedido y compartiremos más aquí como la tenemos.»

### Método de ataque

Captura de pantalla redactada del panel administrativo de Twitter utilizado para llevar a cabo la estafa que se había enviado a Vice

Mientras Twitter estaba trabajando para resolver la situación el 15 de julio, al menos cuatro personas se comunicaron con Vice que afirmaban ser parte de la estafa y le presentaron al sitio web capturas de pantalla que mostraban que habían podido acceder a una herramienta administrativa de Twitter que les permitía para cambiar varias configuraciones de nivel de cuenta de algunas de las cuentas comprometidas, incluidos los correos electrónicos de confirmación de la cuenta. Esto les permitió establecer direcciones de correo electrónico que cualquier otro usuario con acceso a esa cuenta de correo electrónico podría iniciar un restablecimiento de contraseña y publicar los tuits. Dijeron a Vice que habían pagado a personas con información privilegiada en Twitter para obtener acceso a la herramienta administrativa para poder llevar esto a cabo.

### Perpetradores
El investigador de seguridad Brian Krebs corroboró con la fuente de TechCrunch y con la información obtenida por Reuters de que la estafa parecía haberse originado en el grupo "OGUsers". El foro OGUsers ("OG" que significa «Gangster original») se estableció para intercambiar legítimamente cuentas de redes sociales con nombres cortos y, según su propietario, hablando con Reuters, la práctica del tráfico de credenciales pirateadas estaba prohibida.
Las capturas de pantalla del foro muestran a varios usuarios en el foro que ofrecen acceso directo a cuentas de Twitter a 2,000-3,000 $ dólares estadounidenses cada una. Krebs dijo que uno de los miembros pudo haber estado vinculado a la adquisición de la cuenta de Twitter de Dorsey en agosto de 2019. 
El propietario de OGUsers dijo a Reuters que las cuentas que se muestran en las capturas de pantalla fueron prohibidas desde entonces. La Oficina Federal de Investigaciones (FBI) anunció al día siguiente que lanzaría una investigación sobre la estafa, ya que se usaba para «perpetuar el fraude de criptomonedas».
El Comité Selecto de Inteligencia del Senado también planeó pedirle a Twitter información adicional sobre el ataque, ya que el vicepresidente del comité, Mark Warner, declaró: «La capacidad de los malos actores para hacerse cargo de cuentas prominentes, incluso fugazmente, indica una vulnerabilidad preocupante en este entorno de medios, explotable no solo por estafas sino por esfuerzos más impactantes para causar confusión, estragos y travesuras políticas ". El Centro Nacional de Seguridad Cibernética del Reino Unido dijo que sus oficiales se habían comunicado con Twitter sobre el incidente. El CEO de BitTorrent, Justin Sun, anunció una recompensa de 1 000 000 $ dólares estadounidenses contra los perpetradores del ataque, con la cuenta de Twitter de la compañía que dice «Él pagará de manera personal a aquellos que rastreen con éxito y proporcionará evidencia para llevar ante la justicia a los hackers/personas detrás de este ataque que afecta a nuestra comunidad».
El Departamento de Justicia de los Estados Unidos anunció el arresto y los cargos de tres personas vinculadas a la estafa el 31 de julio de 2020. Un joven de 19 años de Reino Unido fue acusado de múltiples cargos de conspiración para cometer fraude electrónico, conspiración para cometer dinero lavado de dinero, y el acceso intencional de una computadora protegida, y un joven de 22 años de la Florida fue acusado de ayudar y alentar el acceso internacional. Ambos serán juzgados en el Tribunal de Distrito de los Estados Unidos para el Distrito Norte de California. Un tercer individuo, un menor de Florida, también fue acusado, pero debido a su edad, los cargos fueron sellados en un tribunal de menores en Florida. El estado lo juzgará como adulto por más de treinta cargos relacionados con delitos graves, incluido fraude organizado, fraude de comunicaciones, robo de identidad y piratería, de conformidad con la ley estatal que les permite condenar a menores de edad por adultos por casos de fraude financiero. El adolescente de Florida se declaró inocente de los cargos.